# Me: The Musical
|  | Sammenskrivningsforslag Artiklerne Me - The Musical, Me: The Musical er foreslået sammenskrevet. (Siden juni 2018) Diskutér forslaget |

|  | Denne artikel er oprettet af botten PalnaBot ud fra en ekstern database. Den kan derfor have sproglige fejl eller mangler. Denne skabelon kan fjernes efter kontrol af indholdet. |

Me: The Musical er en kortfilm instrueret af Greg McQueen efter manuskript af Greg McQueen.